# Assicurazione generale obbligatoria
L'assicurazione generale obbligatoria (in acronimo AGO), nell'ordinamento giuridico italiano, è un istituto giuridico che prevede per i suoi iscritti molteplici forme di tutela sociale attraverso le assicurazioni sociali per la vecchiaia, l'invalidità e la disoccupazione involontaria dei lavoratori dipendenti e con forme diverse, altre tutele sociali sempre in forma di assicurazione sociale, agli artigiani, i commercianti, i lavoratori dell'agricoltura e di altri lavoratori atipici, anche lavoratori dello spettacolo.
È stata istituita con Regio Decreto Legge, 14 aprile 1939, n. 636 pubblicata nella Gazzetta Ufficiale. n. 105 del 3 maggio 1939 e confermata dalla Legge 6 luglio 1939, n. 1272 e dalle successive leggi di modifica ed integrazione. L'INPS è l'ente previdenziale che attua tale assicurazione. Gli enti previdenziali che forniscono l'AGO o forme sostitutive dell'AGO, ovvero l'AGO per i liberi professionisti, fanno parte del sistema pensionistico obbligatorio. Rappresenta il principale istituto di assistenza e previdenza sociale che attua l'art. 38 della Costituzione.

## Aspetti normativi

### Scopo
L'assicurazione obbligatoria per l'invalidità e la vecchiaia ha per scopo l'assegnazione di una pensione agli assicurati nel caso di invalidità o di vecchiaia e di una pensione ai superstiti nel caso di morte dell'assicurato o del pensionato. Essa ha inoltre lo scopo di prevenzione e cura dell'invalidità.

### Obbligatorietà dell'assicurazione obbligatoria
L'assicurazione è obbligatoria per i lavoratori dipendenti.

### Il regime generale
L'assicurazione generale obbligatoria gestita dall'INPS è definita anche "regime generale".
Altri enti gestiscono le assicurazioni sociali obbligatorie in base a leggi speciali, come previsto dall'articolo 1886 del C.C. e sono definiti regimi sostitutivi (es. INPGI o regimi esclusivi INPDAP)(ENPALS).

### Leggi
- Costituzione della Repubblica Italiana
- Regio decreto-legge 14 aprile 1939,  n.  636  (in Gazz. Uff., 3 maggio,   n.   105).   --   Modificazioni delle disposizioni sulle assicurazioni obbligatorie per l'invalidità e la vecchiaia, per la tubercolosi e per la disoccupazione involontaria., su diritto.it. URL consultato il 26 aprile 2014 (archiviato dall'url originale il 14 luglio 2014).

### Web
- R.D.L. n. 636 del 14 aprile 1939 (PDF), su espertorisponde.ilsole24ore.com. URL consultato il 20 aprile 2013 (archiviato dall'url originale il 9 aprile 2014).